# 19 de octubre
El 19 de octubre es el 292.º (ducentésimo nonagésimo segundo) día del año —el 293.º (ducentésimo nonagésimo tercero) en los años bisiestos— en el calendario gregoriano. Quedan 73 días para finalizar el año.

## Acontecimientos
- 202 a. C.: en las cercanías de Cartago (actual Túnez) Escipión el Africano, general romano, vence a Aníbal Barca en la Batalla de Zama.
- 439: en el norte de África, los vándalos ―liderados por el rey Genserico― toman la ciudad de Cartago.
- 1216: Juan I de Inglaterra muere en Newark-on-Trent y es sucedido en el trono por su hijo de nueve años Enrique.
- 1386: en Alemania, la Universidad de Heidelberg realiza su primera lectura, convirtiéndose en la universidad más antigua de Alemania.
- 1453: Guerra de los Cien Años – Tres meses tras la Batalla de Castillon, los franceses toman la ciudad de Burdeos y despojan a Inglaterra de su último territorio en el sur de Francia. Este es la última operación militar de la guerra, por lo que algunos historiadores la consideran como el fin de esta. Sin embargo, la paz no fue firmada hasta 1475 (Paz de Picquigny).
- 1466: la Guerra de los Trece Años finaliza con el Segundo tratado de Paz de Thorn.
- 1469: en el Palacio de los Vivero, en Valladolid (España), se casan Isabel I de Castilla y Fernando II de Aragón, preludio de la unificación de las coronas de Castilla y Aragón.
- 1493: en el mar Caribe, el navegante Cristóbal Colón arriba a la isla de Puerto Rico.
- 1512: Martín Lutero se doctora en teología (doctor en Biblia).
- 1649: la ciudad de New Ross (en la región irlandesa de Wexford), se rinde a Oliver Cromwell.
- 1755: José Joaquín de Viana funda en Uruguay (perteneciente al Imperio Español) la ciudad de San Fernando de Maldonado.
- 1781: en Yorktown (Virginia) capitula el general Charles Cornwallis.
- 1789: John Jay es nombrado como el primer juez presidente de la historia de los Estados Unidos.
- 1805: finaliza la batalla de Ulm donde las fuerzas austríacas lideradas por Karl Mack von Leiberich son derrotadas por las tropas napoleónicas.
- 1813: en la actual Alemania, las tropas de Napoleón Bonaparte sufren la más importante derrota en la batalla de Leipzig.
- 1816: se produce la batalla de Ibirocahy, en el marco de la invasión lusobrasileña.
- 1822: en Parnaíba, Simplício Dias da Silva, João Cândido de Deus e Silva y Domingos Dias declaran la independencia del estado de Piauí.
- 1845: La opera de Wagner, Tanhaüuser, se estrenó en Dresde.
- 1866: el Véneto y Mantua se anexionan a Italia: en el Hotel Europa, Austria cede la soberanía del Véneto a Francia, que la cede inmediatamente a Italia.

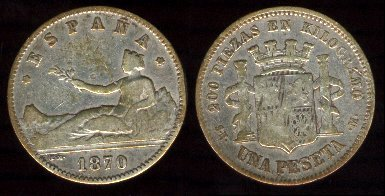
Primera moneda con facial de 1 peseta emitida durante el Gobierno Provisional en 1870.

- 1868: en España se establece la peseta como unidad monetaria.
- 1876: la isla de Cuba es azotada por un violento huracán.
- 1876: fue aprobada por la Real Academia Española la fundación de la Academia Salvadoreña de la Lengua.
- 1889: en Portugal, Carlos I se convierte en rey.
- 1892: en Honduras, el Gobierno convierte en municipio la villa de El Progreso.
- 1900: en su casa de Grunewald, a las afueras de Berlín (Alemania), Max Planck descubre la ley de la emisión del cuerpo negro (ley de Planck).
- 1906: en España, el 1 de mayo es declarado fiesta nacional.
- 1912: Italia toma posesión de Trípoli (Libia) del Imperio otomano.
- 1914: en el marco de la Primera Guerra Mundial, comienza la primera batalla de Ypres.
- 1915: el Gobierno de Estados Unidos reconoce a Venustiano Carranza como presidente de México.
- 1921: en Lisboa (Portugal), el primer ministro António Granjo y otros políticos son asesinados en un golpe de Estado.
- 1922: en el Carlton Club (Londres), el partido conservador británico vota romper la coalición de gobierno que mantienen con el Partido Liberal de David Lloyd George.
- 1924: llega a Cuba el huracán Diez, de categoría 5. Recorre la zona más pobre del país, la provincia de Pinar del Río, donde mata a unas 90 personas. El meteorólogo José Carlos Millás Hernández (1889-1965) lo describió como el más potente huracán de la Historia de Cuba.
- 1928: En Argentina, aparece por primera vez el cacique tehuelche Patoruzú, en una tira del diario porteño Crítica, creado por el historietista y editor Dante Quinterno como personaje secundario de una serie que tuvo corta vida. Patoruzú obtuvo luego su propia historieta que en 1936 daría origen a la revista homónima, uno de los grandes hitos del humor gráfico en ese país.[1]
- 1933: Alemania se retira de la Liga de Naciones.
- 1934: acaba la Revolución de 1934, movimiento huelguístico revolucionario que se produjo entre los días 5 y 19 de octubre durante el bienio radical-cedista de la II República española.
- 1935: la Liga de Naciones establece sanciones económicas a Italia por haber invadido Etiopía.
- 1937: En el contexto de la guerra civil española, la aviación republicana bombardea Córdoba en un intento de debilitar la retaguardia del bando sublevado.
- 1943: el joven microbiólogo Albert Schatz (1922-2005), de 20 años de edad, descubre la estreptomicina (antibiótico que permitirá combatir la tuberculosis). Su jefe, Selman Waksman (1888-1973), se atribuye el descubrimiento, y ganará por ello el Premio Nobel de Medicina de 1952.
- 1944: en el marco de la Segunda Guerra Mundial, fuerzas estadounidenses desembarcan en Filipinas.
- 1950: en Tíbet (China) el Ejército Popular de Liberación toma el control de la ciudad de Qamdo, lo que comúnmente se conoce como la Invasión del Tíbet.
- 1950: China se une a la guerra de Corea enviando cientos de tropas por el río Yalu para luchar contra las fuerzas de las Naciones Unidas.
- 1950: Irán se convierte en el primer país que acepta asistencia técnica de las Naciones Unidas bajo el programa Point Four.
- 1951: en España se funda la Junta de Energía Nuclear.
- 1954: Se inaugura oficialmente el Hospital Aeronáutico Central de la Fuerza Aérea Argentina, creado el 13 de marzo de 1953. Participan de la ceremonia el Presidente de la Nación Juan Domingo Perón, ministros del Poder Ejecutivo y altas autoridades. Primer Director: vicecomodoro médico Ricardo Roa.
- 1956: en Moscú (Unión Soviética), la Unión Soviética y Japón firman una declaración conjunta de paz.
- 1960: Estados Unidos comienza el bloqueo económico y financiero en contra del gobierno cubano luego que este expropiara compañías estadounidenses en la isla de Cuba.
- 1960: España ingresa en la Asociación Internacional de Desarrollo.
- 1961: en la provincia de Cienfuegos (Cuba), la banda de Engelberto González Garnica ―en el marco de los ataques terroristas organizados por la CIA estadounidense, bajo las órdenes del presidente John Fitzgerald Kennedy― asaltan la cooperativa de Lajas, donde asesinan al campesino Enrique Gazán Morales y hieren al miliciano Roque de León Machado.[2]
- 1967: se anuncia el Premio Nobel de Literatura para el escritor guatemalteco Miguel Ángel Asturias.
- 1969: en Túnez, el presidente Habib Burguiba nombra al primer ministro Bahi Ladgham.
- 1973: en el sureste de España, lluvias de hasta 600 mm provocan fuertes inundaciones, con más de 200 muertos.
- 1973: en Estados Unidos, el presidente Richard Nixon rechaza la apelación de la Corte Suprema para que entregue las cintas del caso Watergate.
- 1973: se publica el disco Pin Ups de David Bowie.
- 1974: la isla de Niue se independiza de Nueva Zelanda.
- 1976: en el Líbano se libra en la batalla de Aishiya.
- 1980: en Grecia, el Gobierno acuerda ingresar en la estructura militar de la OTAN.
- 1982: en Alicante (España), una precipitación de 220 mm causa algunas muertes y cuantiosos daños materiales.
- 1983: En la isla de Granada, el primer ministro Maurice Bishop es asesinado por su vicepresidente Bernard Coard.
- 1986: cerca de la cordillera Lebombo (Sudáfrica) cae un avión Tupolev 134. Mueren el presidente de Mozambique, Samora Machel y otros 33 pasajeros.
- 1987: en Nueva York (Estados Unidos), sucede el Lunes Negro: el índice Dow Jones pierde más de 500 puntos, la peor caída desde el crack de 1929.
- 1989: en la Central nuclear de Vandellós I (España) sucede un accidente nuclear.
- 1989: Camilo José Cela obtiene el premio Nobel de Literatura
- 2000: Venezuela suscribe el Acuerdo Energético de Caracas con diez países de Centroamérica y el Caribe: Costa Rica, El Salvador, Panamá, Haití, República Dominicana, Honduras, Nicaragua, Guatemala, Jamaica y Belice, estableciendo que Venezuela vendería petróleo bajo condiciones preferenciales de pago, algunas de la cual fueron un año de gracia y quince años de crédito, con 2 % de tasa de interés anual.[3]
- 2003: en la Ciudad del Vaticano, el papa Juan Pablo II beatifica a la monja albanesa Teresa de Calcuta.
- 2005: la Corte Constitucional de Colombia declara la constitucionalidad de la propuesta de la reelección inmediata, promovida por Álvaro Uribe.
- 2005: en Irak comienza el primer juicio contra Sadam Huseín.
- 2006: en Bogotá (Colombia) explota un coche bomba en el parqueadero de la Escuela Superior de Guerra.
- 2007: el grupo de rock argentino Soda Stereo inicia su exitosa gira latinoamericana Me Verás Volver, la cual los trae de regreso a los escenarios tras 10 años de separación.
- 2008: el grupo pop mexicano Jeans termina su carrera tras 13 años de trayectoria.
- 2015: Elecciones federales de Canadá de 2015: El Partido Liberal de Canadá, liderado por Justin Trudeau, gana la mayoría absoluta en la Cámara de los Comunes.
- 2016: en Lima (Perú), tres bomberos de la Compañía de Bomberos Voluntarios Roma N.º 2 fallecen intentando sofocar un incendio en el distrito de El Agustino.
- 2016: en la UAM (España) cientos de estudiantes participan en un escrache a Felipe González y a Cebrián.[4][5]
- 2017: En Hawái, en el Observatorio Haleakalā, el astrofísico y astrónomo canadiense Robert Weryk, descubre a través del telescopio Pan-STARRS el primer objeto interestelar conocido dentro del sistema solar. Fue nombrado formalmente 1I/2017/U1 "Oumuamua".
- 2019: El cierre de campaña del presidente y candidato a la reelección Mauricio Macri, frente al Obelisco de Buenos Aires, reúne una gran concentración de personas.
- 2019: En Chile, se inicia el estallido social que culmina con la convocatoria a un Plebiscito para cambiar la Constitución.
- 2020: En Argentina, en marco de la Pandemia de CoVid-19, se superó al millón de casos positivos.[6]

## Nacimientos
- 1276: Príncipe Hisaaki de Japón (f. 1328).
- 1433: Marsilio Ficino, filósofo italiano (f. 1499).
- 1469: Juan Fisher, clérigo inglés (f. 1535).
- 1562: George Abbot, arzobispo inglés (f. 1633).
- 1582: Zarévich Dimitri Ivánovich de Rusia, hijo de Iván el Terrible (f. 1591).
- 1605: Thomas Browne, escritor y médico inglés (f. 1682).
- 1610: James Butler, aristócrata inglés (f. 1688).
- 1612: Nicolas Chaperon, pintor francés (f. 1656).
- 1613: Carlos de Sezze, religioso y santo italiano (f. 1670).
- 1633: Benedetto Gennari el Joven, pintor italiano (f. 1715).
- 1697: Claude Pierre Goujet, religioso y escritor francés (f. 1767).
- 1704: Felipe Bertrán, religioso español (f. 1783).
- 1718: Victor-François de Broglie, mariscal francés (f. 1804).
- 1730: Louis Félix Delarue, pintor francés (f. 1777).
- 1742: Pedro Lucas de Allende, comerciante español (f. 1801).

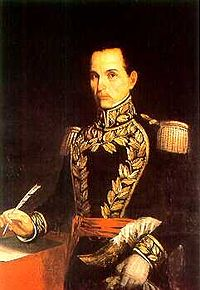
José de Fábrega.

- 1774: José de Fábrega, militar panameño, prócer de la Independencia de Panamá (f. 1841).
- 1779: Pedro Velarde, militar español, héroe de la guerra de la Independencia española (f. 1808).
- 1781: Juan Pedro Aguirre, militar y político argentino (f. 1837).
- 1784: James Henry Leigh Hunt, escritor británico (f. 1859).
- 1784: Mariano Valimaña y Abella, compositor y escritor español (f. 1864).
- 1787: Pedro Mom, marino francés (f. 1869).
- 1793: Carl Traugott Beilschmied, fitogeógrafo alemán (f. 1848).
- 1794: Juan José Olleros, militar y político argentino (f. 1857).

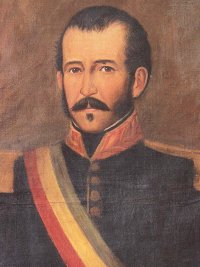
Pedro Blanco Soto.

- 1795: Pedro Blanco Soto, militar y político boliviano, presidente entre 1828 y 1829 (f. 1829).
- 1800: Pedro Alcántara Herrán, político colombiano (f. 1872).
- 1802: Pedro María de Alcántara Salvadores, militar y periodista argentino (f. 1840).
- 1813: Vicente Bascuñán Vargas, político y hacendado chileno (f. 1888).
- 1814: Theodoros Vryzakis, pintor griego (f. 1878).
- 1822: Vicente Alcober y Largo, lingüista español (f. 1887).
- 1822: Louis Ménard, escritor francés (f. 1901).
- 1824: Fernando de Borbón y Braganza, aristócrata español (f. 1861).
- 1827: Charles Cordier, escultor francés (f. 1902).
- 1830: Paul Amédée Ludovic Savatier, médico y explorador francés (f. 1891).
- 1838: Mariano Rius, empresario español (f. 1894).
- 1841: Juan J. Navarro, militar mexicano (f. 1934).
- 1846: Eduardo Jusué, historiador español (f. 1922).
- 1851: Myeonseong de Joseon, reina coreana (f. 1895).
- 1851: Manuel Ramos Rejano, ceramista e industrial español (f. 1922).
- 1854: Jean-Baptiste Ernest Lacombe, arquitecto francés (f. 1922).
- 1854: José Nicolás González Balcarce, político argentino (f. 1916).
- 1855: Domingo Laporte, pintor uruguayo (f. 1928).
- 1856: Edmund Beecher Wilson, zoólogo estadounidense (f. 1939).
- 1858: George Albert Boulenger, naturalista belga (f. 1937).
- 1862: Maurice Janin, general francés (f. 1946).

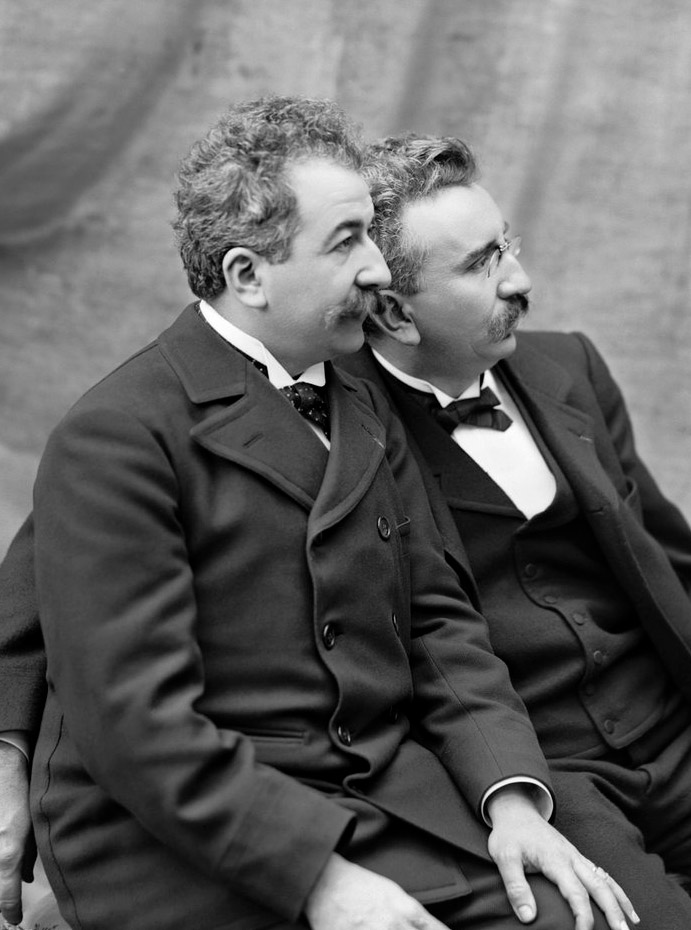
Auguste (izquierda) y Louis Lumière.

- 1862: Augusto Lumière, inventor francés del cinematógrafo (f. 1954).
- 1864: Georg Albertshofer, escultor alemán (f. 1933).
- 1864: Luis Bermúdez de Castro, militar español (f. 1957).
- 1871: Walter Cannon, fisiólogo estadounidense (f. 1945).
- 1872: Johan Ivar Liro, biólogo finlandés (f. 1943).
- 1875: Arturo Ambrogi, periodista y escritor salvadoreño (f. 1936).
- 1876: Adolpho Ducke, biólogo y etnólogo italiano (f. 1959).
- 1882: Umberto Boccioni, pintor y escultor italiano (f. 1916).
- 1882: Vincas Krėvė-Mickevičius, filólogo y escritor lituano (f. 1954).
- 1882: Norbert Wallez, religioso y periodista belga (f. 1952).
- 1885: Sanford Myron Zeller, micólogo estadounidense (f. 1948).
- 1889: Eusterio Buey Alario, escritor español (f. 1965).
- 1891: Asja Lācis, directora letona de teatro (f. 1979).
- 1895: Lewis Mumford, historiador y filósofo estadounidense (f. 1990).
- 1896: Pedro Luna, pintor chileno (f. 1956).

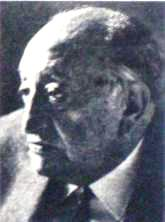
Miguel Ángel Asturias.

- 1899: Miguel Ángel Asturias, escritor y diplomático guatemalteco, premio nobel de literatura en 1967 (f. 1974).
- 1900: Erna Berger, soprano alemana (f. 1990).
- 1902: Theodoro Valcárcel, compositor peruano (f. 1942).
- 1903: Tor Johnson, luchador y actor sueco (f. 1971).
- 1905: Pedro Antonio Ramos, músico venezolano (f. 1977).
- 1906: Pedro Estrada, político venezolano (f. 1989).
- 1908: Ángel L. Cabrera, botánico hispanoargentino (f. 1999).
- 1908: Olga Lengyel, enfermera y escritora húngara (f. 2001).
- 1909: Marguerite Perey, físico francés (f. 1975).
- 1910: Subrahmanyan Chandrasekhar, físico estadounidense de origen hindú (f. 1995).
- 1910: Paul Robert, lexicógrafo y publicista francés (f. 1980).
- 1910: Farid al-Atrash, músico y actor sirio (f. 1974).
- 1913: Haxhi Lleshi, político albanés (f. 1998).
- 1913: Víctor Manuel Mendoza, actor mexicano (f. 1995).

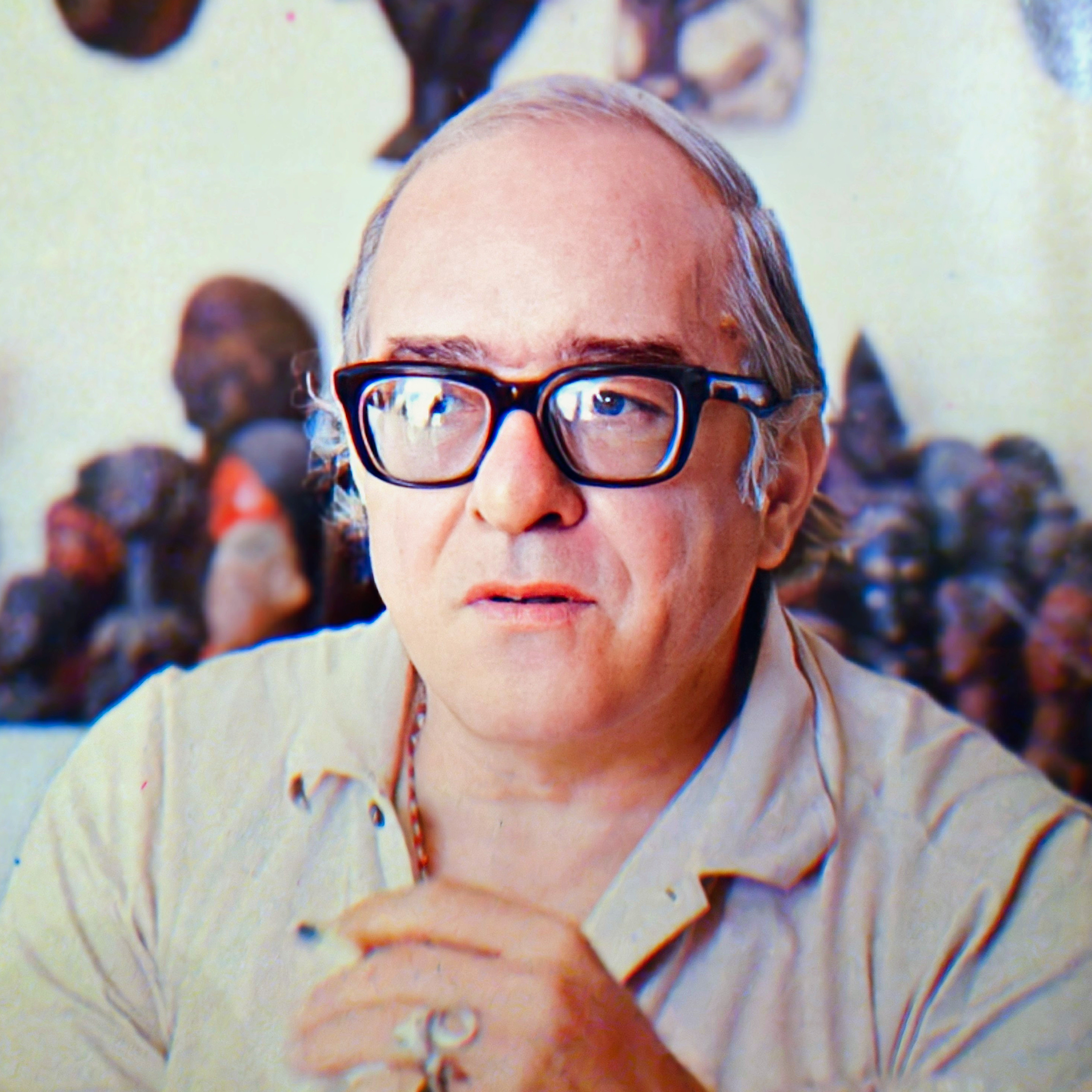
Vinícius de Moraes.

- 1913: Vinícius de Moraes, músico brasileño, uno de los pilares de la bossa nova (f. 1980).
- 1913: Vasco Pratolini, escritor italiano (f. 1991).
- 1913: Santiago Vera Izquierdo, político e ingeniero venezolano (f. 2006).
- 1914: Juanita Moore, actriz estadounidense de cine, televisión y teatro (f. 2014).
- 1915: Lyuba Berlin, paracaidista soviética (f. 1936).
- 1915: Alfredo Fernández Simó, escritor dominicano (f. 1991).
- 1916: José Charlet, arquitecto, escultor y pintor francés (f. 1993).
- 1916: Jean Dausset, inmunólogo francés (f. 2009).
- 1916: Emil Gilels, pianista clásico soviético (f. 1985).
- 1916: José María Revuelta Prieto, político español (f. 2006).
- 1917: Yevguenia Antípova, pintora soviética (f. 2009).
- 1917: Ismael Rodríguez, cineasta mexicano (f. 2004).
- 1918: Russell Kirk, escritor estadounidense (f. 1994).
- 1918: Bob Sweeney, actor y cineasta estadounidense (f. 1992).
- 1918: Arturo Durazo Moreno, militar, policía y político mexicano (f. 2000).
- 1919: Micheline Francey, actriz francesa (f. 1969).
- 1919: David Pritchard, escritor británico (f. 2005).
- 1920: Guadalupe Dueñas, cuentista mexicana (f. 2002).
- 1920: LaWanda Page, actriz estadounidense (f. 2002).

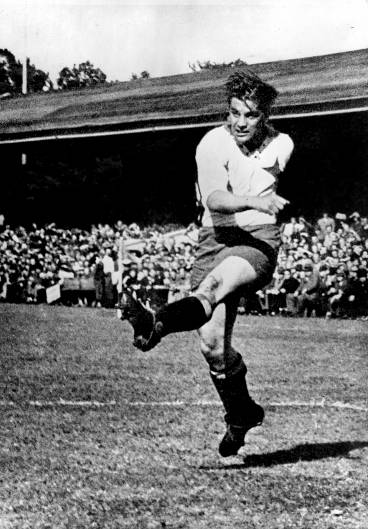
Gunnar Nordahl

- 1921: George Nader, actor estadounidense (f. 2002).
- 1921: Gunnar Nordahl, futbolista sueco (f. 1995).
- 1922: Alfredo Dias Gomes, dramaturgo brasileño (f. 1999).
- 1922: Carlos López García-Picos, compositor de música académica español (f. 2009).
- 1922: Shanta Shelke, escritora india (f. 2002).
- 1923: Karl Olov Hedberg, botánico sueco (f. 2007).
- 1924: Carlos Blasco de Imaz, político español (f. 1996).
- 1924: Patricio Bunster, bailarín, coreógrafo, actor, y activista político chileno (f. 2006).
- 1924: Lubomír Štrougal, político checo (f. 2023).
- 1924: Rakhimzhan Qoshqarbaev, militar soviético (f. 1988).
- 1925: Raymond Impanis, ciclista belga (f. 2010).
- 1925: Emilio Eduardo Massera, militar, argentino (f. 2010).
- 1926: Arne Bendiksen, músico noruego de schlager (f. 2009).
- 1927: Pierre Alechinsky, artista belga.
- 1927: Pedro María Arsuaga, futbolista español (f. 2009).
- 1927: Jorge Bellizzi, escritor argentino (f. 2002).
- 1928: Lou Scheimer, animador estadounidense (f. 2013).
- 1929: Raul Solnado, humorista portugués (f. 2009).
- 1930: Luis Batlle Ibáñez, pianista clásico uruguayo (f. 2016).
- 1930: Aldo Neri, médico y político argentino (f. 2023).
- 1930: Héctor Ríos Ereñú, militar argentino (f. 2017).
- 1930: Sergio Vuskovic, político y escritor chileno (f. 2021).

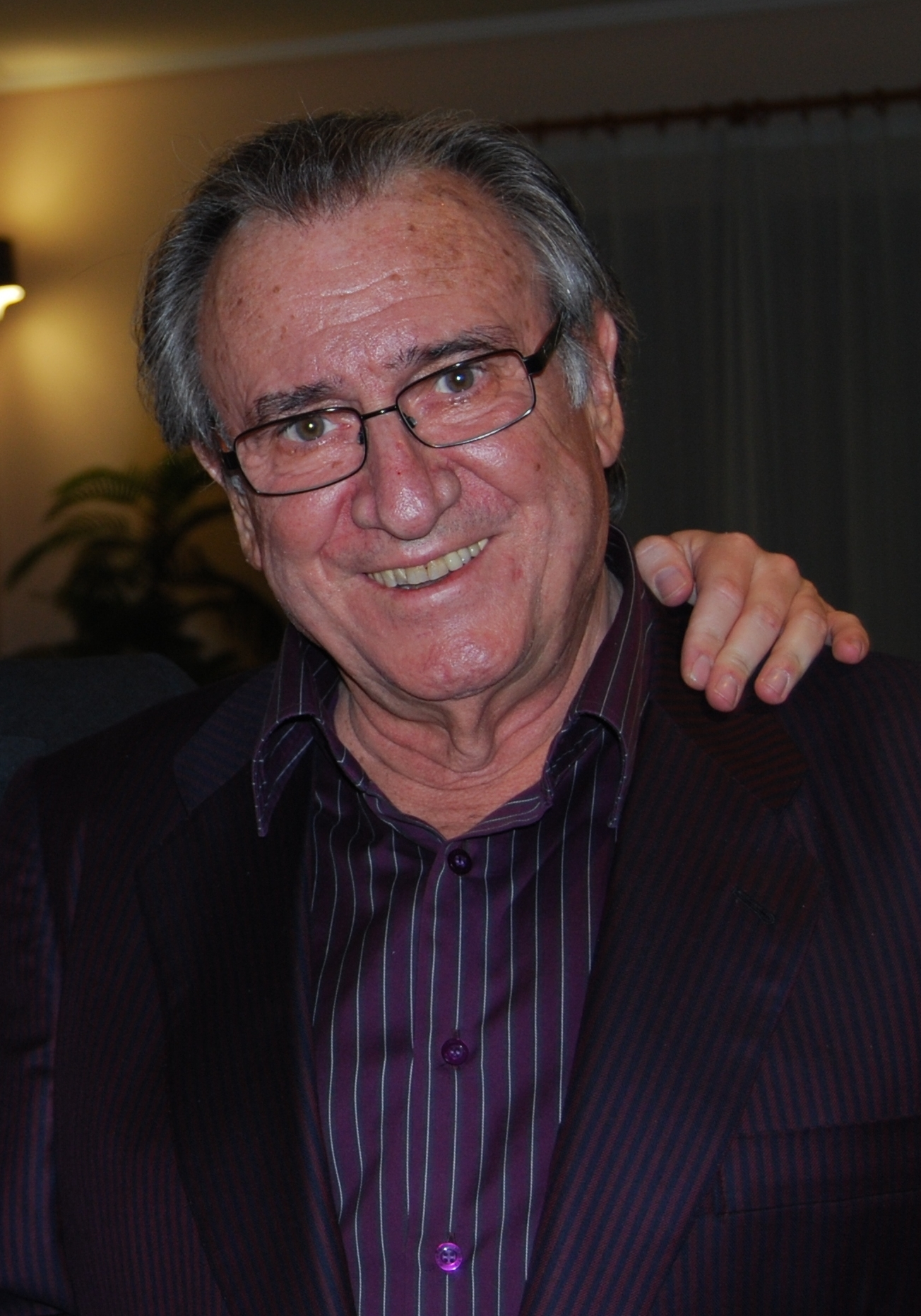
Manolo Escobar

- 1931: Manolo Escobar, cantante y actor español (f. 2013).
- 1931: John le Carré, novelista británico (f. 2020).
- 1932: Mariano Grondona, escritor y catedrático argentino.
- 1932: Robert Reed, actor estadounidense (f. 1992).
- 1933: Geraldo Majella Agnelo, cardenal brasileño (f. 2023).
- 1934: Flurin Caviezel, escritor suizo (f. 2008).

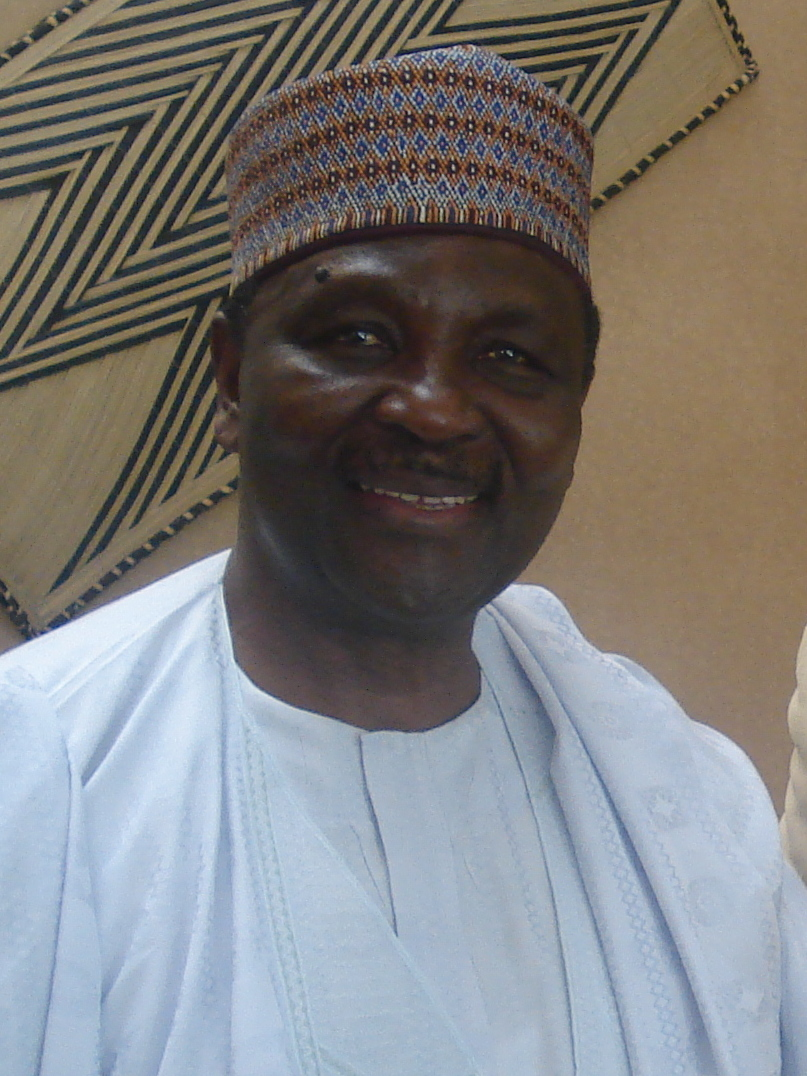
Yakubu Gowon.

- 1934: Yakubu Gowon, militar nigeriano, jefe de Estado de Nigeriano entre 1966 y 1975.
- 1934: Glória Menezes, actriz brasileña.
- 1935: Agne Simonsson, futbolista sueco (f. 2020).
- 1936: Eliana Araníbar Figueroa, política chilena (f. 2013).
- 1936: Sylvia Browne, psíquica y estafadora estadounidense (f. 2013).
- 1936: Beatriz Día Quiroga, actriz argentina de radio y televisión (f. 2016).
- 1936: Tony Lo Bianco, actor estadounidense (f. 2024).
- 1936: Aleida March, guerrillera cubana, exesposa del Che Guevara.
- 1938: Eugenio Montejo, poeta y ensayista venezolano (f. 2008).
- 1940: Larry Chance, cantante estadounidense de doo wop, de la banda Larry Chance and the Earls (f. 2023).
- 1940: Michael Gambon, actor irlandés (f. 2023).
- 1940: Juan Carlos Maccarone, obispo argentino (f. 2015).
- 1940: Rosny Smarth, político haitiano, Primer ministro de Haití entre 1996 y 1997 (f. 2025).
- 1941: Eddie Daniels, músico de jazz estadounidense.
- 1941: Luiz Felipe Lampreia, sociólogo y diplomático brasileño (f. 2016).
- 1941: Pedro Felipe Ramírez, político chileno.
- 1942: Iñaki Gabilondo, periodista español.
- 1942: Andrew Vachss, escritor estadounidense (f. 2021).
- 1942: Gastón Tuset, actor y director argentino radicado en México (f. 2023).
- 1943: Adolfo Aristarain, cineasta y guionista de cine argentino.
- 1943: Adán Martín Menis, ingeniero industrial y político español (f. 2010).
- 1944: Mohammad Ali Tashiri, clérigo y diplomático iraní (f. 2020).
- 1944: Peter Tosh, músico jamaicano de reggae, de la banda The Wailers (f. 1987).
- 1944: O Yeong-su, actor surcoreano.

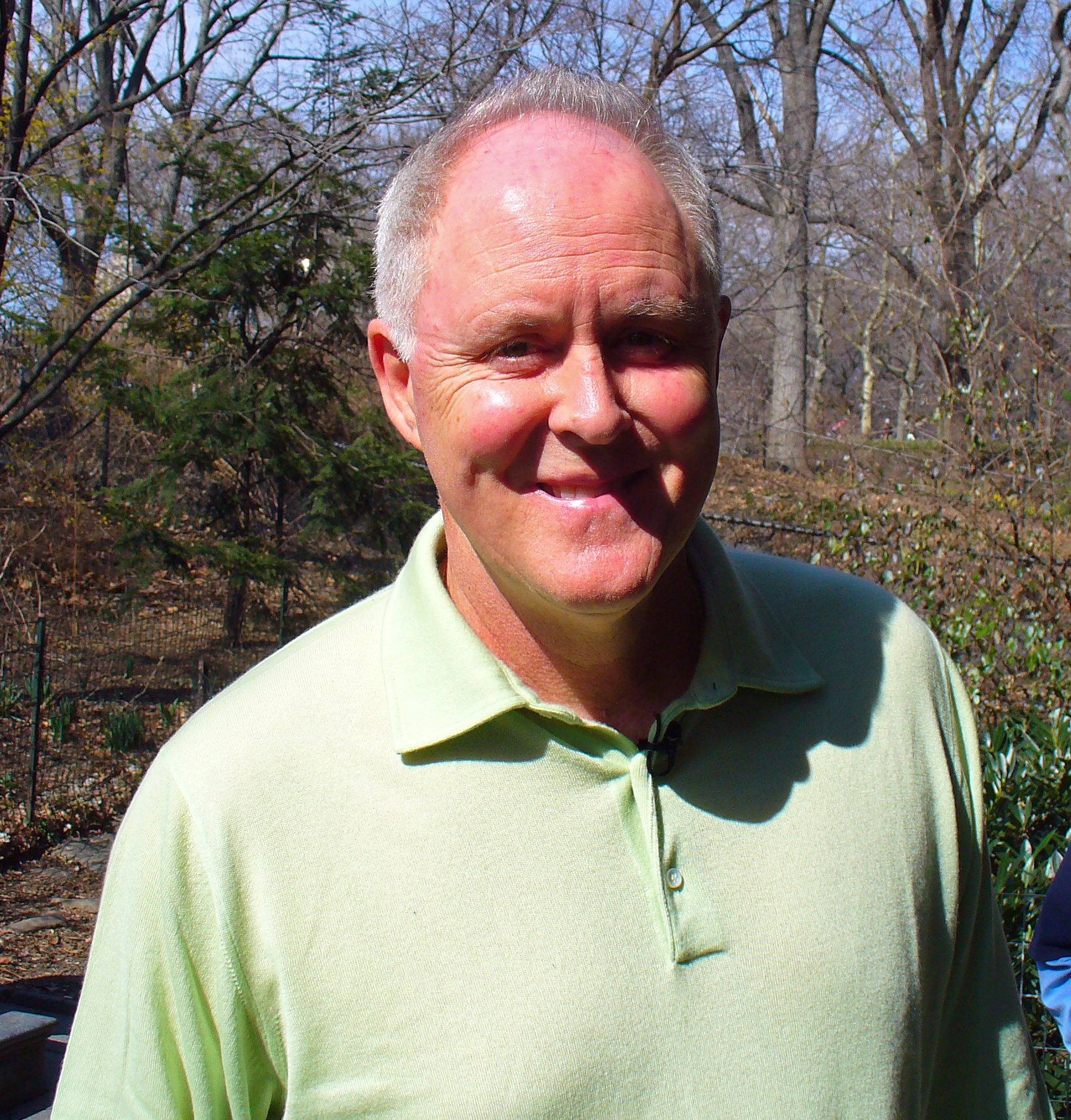
John Lithgow.

- 1945: John Lithgow, actor estadounidense.
- 1945: Angus Deaton, economista estadounidense de origen escocés.
- 1946: Robert Hue, político francés.
- 1946: Ernesto Palacio, tenor peruano.
- 1946: Philip Pullman, escritor británico.
- 1947: Giorgio Cavazzano, historietista italiano.
- 1947: Bárbara Jacobs, escritora mexicana.
- 1947: Néstor Jofré, empresario y político chileno.
- 1947: Leonardo Posada, dirigente colombiano (f. 1986).
- 1948: Carmen Fraga Estévez, política española.
- 1949: Jürgen Croy, futbolista alemán.
- 1949: George Fenton, compositor británico.
- 1949: Adriana Prieto, actriz brasileña (f. 1974).
- 1950: Mike Barr, baloncestista estadounidense.
- 1950: Carlos María Bonaparte, político francés.
- 1950: César Bono, actor mexicano.
- 1950: Patrick Cowley, músico estadounidense (f. 1982).
- 1951: Julio Dittborn, político chileno.
- 1952: Verónica Castro, actriz mexicana.
- 1953: Lionel Hollins, baloncestista y entrenador estadounidense.
- 1953: Wang Yi, político y diplomático chino, ministro de Relaciones Exteriores de la República Popular China entre 2013-2022 y desde 2023.
- 1954: Sam Allardyce, futbolista y entrenador inglés.
- 1954: Joe Bryant, baloncestista estadounidense (f. 2024).
- 1954: Ken Stott, actor escocés.
- 1955: Ricardo Salinas Pliego, empresario mexicano.
- 1955: Lonnie Shelton, baloncestista estadounidense (f. 2018).
- 1956: Arón Claudio Bitrán Goren, violinista chileno.
- 1956: Sunny Deol, actor y director indio.
- 1956: Bruce Weber, entrenador de baloncesto estadounidense.
- 1957: Magaly Espinosa, economista chilena.
- 1958: Dario Franceschini, político italiano.
- 1958: Michael S. Steele, político estadounidense.
- 1959: Nir Barkat, político israelí.
- 1959: Riccardo Nencini, político italiano.
- 1960: Ignacio González González, político español.
- 1961: José Rosas Aispuro, abogado y político mexicano.
- 1961: Juan Carlos Navarro, político panameño.
- 1962: Tracy Chevalier, escritora estadounidense.
- 1962: Álvaro García Linera, político boliviano.
- 1962: Evander Holyfield, boxeador estadounidense.
- 1962: Marco Aurelio Odio, bolichista costarricense (f. 2008).
- 1963: Mauricio Montero, futbolista costarricense.
- 1964: Carmen Andrés Añón, política española.
- 1964: Katie Viqueira, cantante argentina de tango.
- 1965: Brad Daugherty, baloncestista estadounidense.
- 1965: Ty Pennington, personaje televisivo estadounidense.
- 1966: Roger Cross, actor jamaicano-canadiense.
- 1966: Jon Favreau, actor y cineasta estadounidense.
- 1966: Manuel Inostroza, médico y político chileno.
- 1967: Yoko Shimomura, compositora japonesa.
- 1968: Kacey Ainsworth, actriz británica.
- 1969: Pedro Castillo, profesor y político peruano, presidente del Perú entre 2021 y 2022.
- 1969: Trey Parker, actor y comediante estadounidense; creador de South Park.
- 1969: DJ Sammy, productor musical español.
- 1969: Erwin Sánchez, futbolista boliviano.
- 1970: Chris Kattan, humorista estadounidense.
- 1970: Fabián Roncero, atleta español.
- 1970: Mariana Garza, actriz y cantante femenina mexicana.
- 1972: Tinieblas González, cineasta español.
- 1972: Pras, rapero estadounidense.
- 1973: Jorge Alarte, político español.
- 1973: Hicham Arazi, tenista marroquí.
- 1973: Paulo Brunetti, actor argentino.
- 1973: Daniel McDevitt, luchador estadounidense.
- 1973: Hồ Lệ Thu, cantante vietnamita.
- 1974: Pablo Bello, economista chileno.
- 1974: Vicente Valcarce, futbolista español.
- 1974: Ibán Pérez, futbolista español.
- 1974: César Palacios, futbolista español.
- 1974: Paulo Sérgio Oliveira da Silva, futbolista brasileño (f. 2004).
- 1975: Hilde Gerg, esquiadora alemana.
- 1975: Carlos de la Mota, actor dominicano.
- 1975: César Sanmartín, baloncestista español.
- 1976: Joe Duplantier, guitarrista de death metal francés.
- 1976: Mauricio Durán, guitarrista de rock chileno, de la banda Los Bunkers.
- 1976: Omar Gooding, actor estadounidense.
- 1976: Desmond Harrington, actor estadounidense.
- 1976: Paul Hartley, futbolista escocés.
- 1976: Pete Loeffler, guitarrista de metal alternativo estadounidense, de la banda Chevelle.
- 1977: Habib Beye, futbolista senegalés.
- 1977: Jason Reitman, cineasta estadounidense.
- 1977: David Rubín, historietista español.
- 1977: Raúl Tamudo, futbolista español.
- 1977: Joemy Blanco, actriz puertorriqueña.
- 1977: Nader Joukhadar, futbolista y entrenador sirio (f. 2023).
- 1978: Enrique Bernoldi, piloto de automovilismo brasileño.
- 1978: Ruslan Chagaev, boxeador uzbeko.
- 1978: Nicolás Peric, futbolista chileno.
- 1979: Marc Elliott, actor británico.
- 1979: Mariano Pasini, futbolista argentino.
- 1980: José Bautista, beisbolista dominicano.
- 1980: Benjamin Salisbury, actor estadounidense.
- 1980: Eloi Yebra, cómico español.
- 1981: Christian Bautista, actor y cantante pop filipino.
- 1982: Ana Arias, actriz española.
- 1982: María Fernanda Neil, actriz argentina.

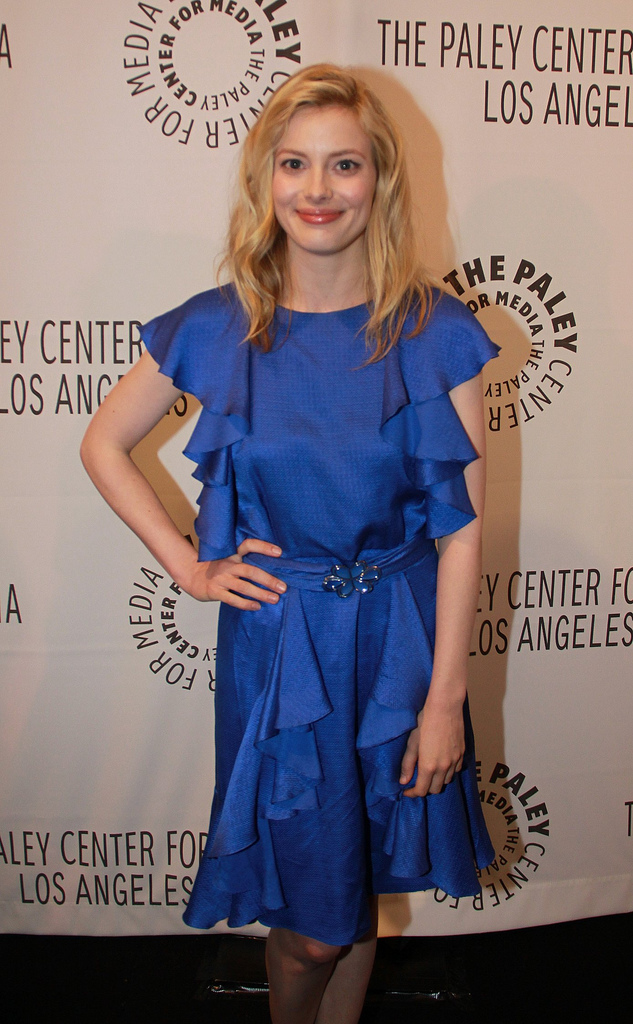
Gillian Jacobs.

- 1982: Gillian Jacobs, actriz estadounidense.
- 1982: Pekka Lagerblom, futbolista finlandés.
- 1982: Danny Pugh, futbolista británico.
- 1982: Hiromi Hayakawa, actriz y cantante méxico-japonesa (f. 2017).
- 1983: Jorge Valdivia, futbolista venezolano-chileno.
- 1984: Damián Malrechauffe, futbolista uruguayo.

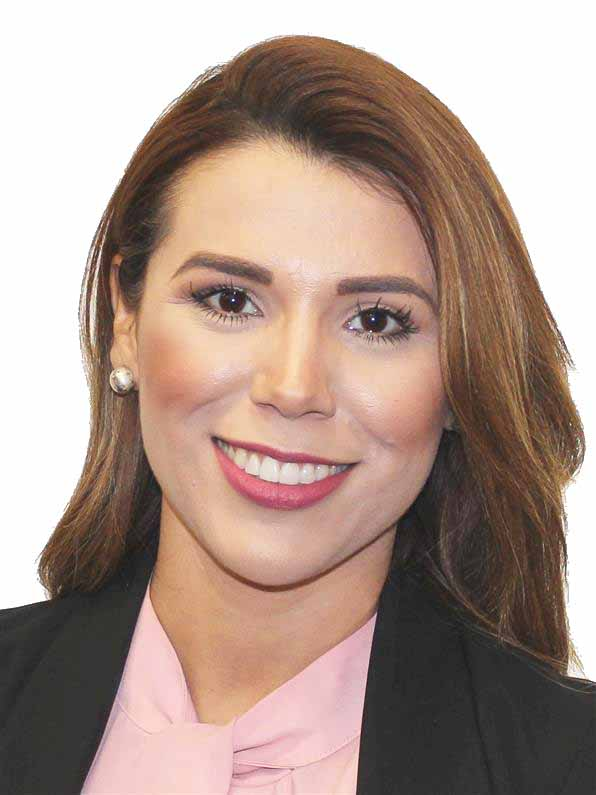
Marina del Pilar Ávila Olmeda

- 1985: Marina del Pilar Ávila Olmeda, política mexicana.
- 1986: Karlee Pérez, modelo y luchadora estadounidense.
- 1987: Cristian Ugalde, jugador español de balonmano.
- 1989: Miroslav Stoch, futbolista eslovaco.
- 1990: Janet Leon, cantante de pop sueco, de la banda Play.
- 1991: Colton Dixon, pianista y cantante de rock alternativo estadounidense.
- 1991: Samantha Robinson, actriz estadounidense.
- 1992: David Turpel, futbolista luxemburgués.
- 1992: Takeo Ōtsuka, actor de voz japonés.
- 1995: Sammis Reyes, jugador chileno profesional de fútbol americano y exjugador de básquetbol.
- 1997: Edoardo Soleri, futbolista italiano.
- 1998: Nicolás Fonseca, futbolista italiano.
- 1999: Zack Gelof, beisbolista estadounidense.
- 2000: Heejin, cantante y modelo surcoreana.
- 2005: Carmel Laniado, actriz israelí-estadounidense-británica

## Fallecimientos
- 993: Conrado III de Borgoña (n. 925).
- 1139: Godofredo de Namur, aristócrata francés (n. 1068).
- 1179: Eudes de Saint-Amand, aristócrata francés, gran maestre de los templarios.

- 1216: Juan I, rey inglés (n. 1167).

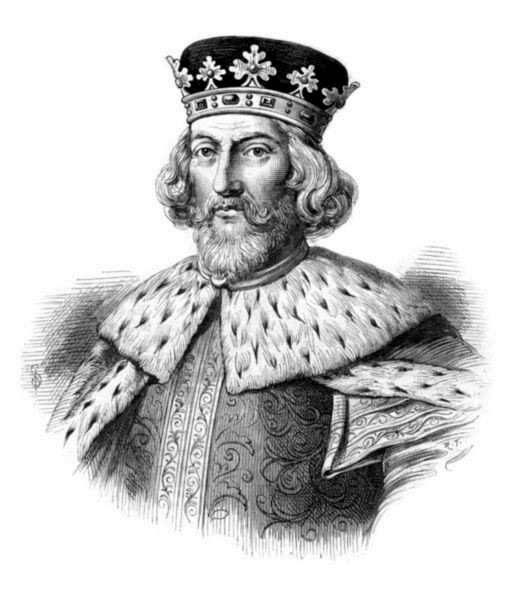
Juan I de Inglaterra.

- 1354: Yusuf I de Granada, rey nazarí (n. 1318).
- 1553: Bonifazio Veronese, pintor italiano (n. 1487).
- 1587: Francisco I de Médici, aristócrata toscano (n. 1541).
- 1593: Gómez Pérez das Mariñas, político, diplomático y militar español (n. 1539).
- 1595: Philip Howard, aristócrata inglés (n. 1557).
- 1603: María de San José, religiosa española (n. 1548).
- 1608: Martín del Río, teólogo flamenco (n. 1551).
- 1612: Juan Fernández de Recalde, magistrado y funcionario español.
- 1646: Juan de Lalande, religioso y santo francés (n. 1615).
- 1669: Domenico Fiasella, pintor italiano (n. 1589).
- 1678: Samuel van Hoogstraten, pintor neerlandés (n. 1627).
- 1682: Thomas Browne, escritor y médico inglés (n. 1605).
- 1723: Godfrey Kneller, pintor británico (n. 1646).

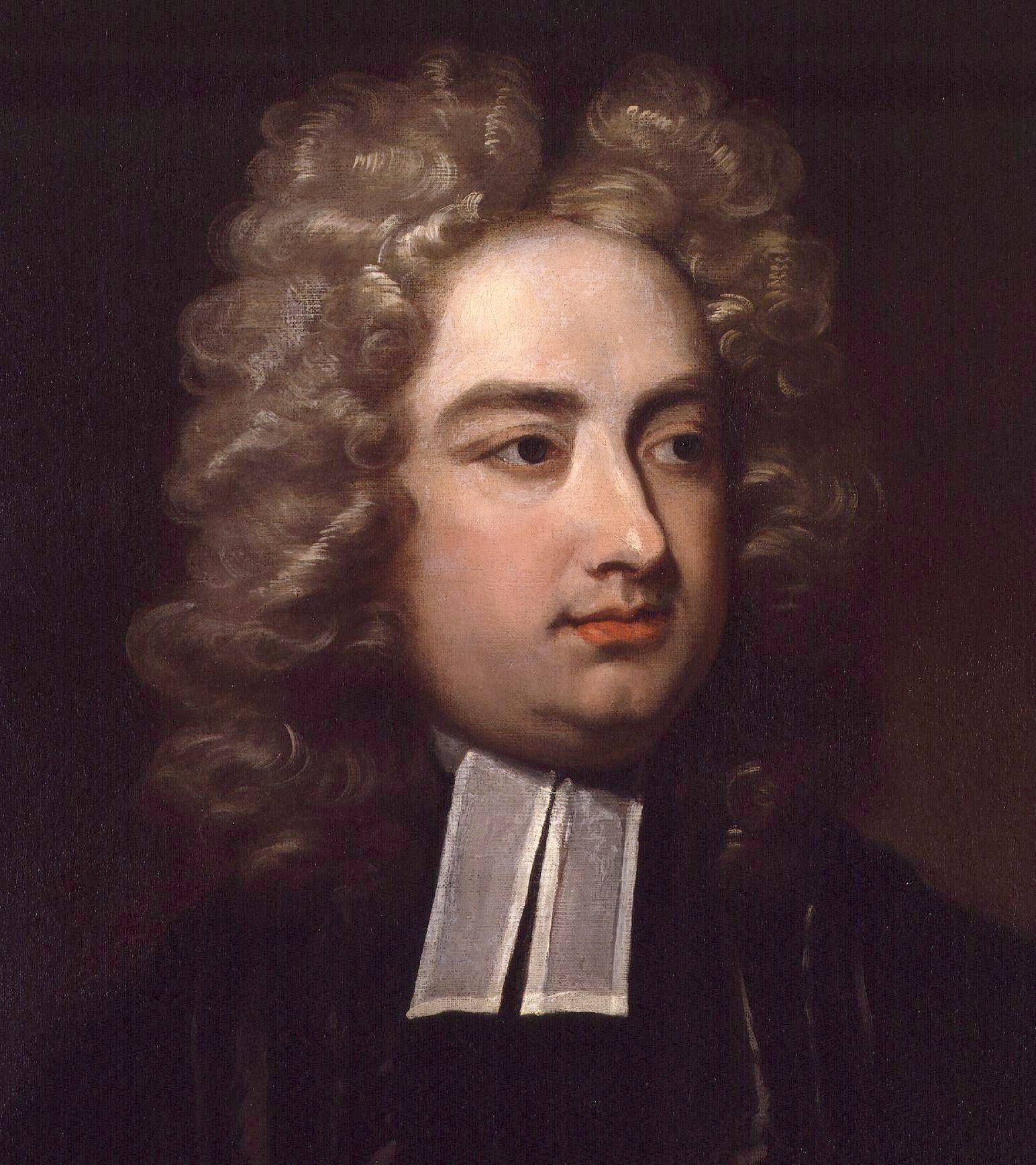
Jonathan Swift.

- 1745: Jonathan Swift, escritor irlandés (n. 1667).
- 1810: Jonas Carlsson Dryander, botánico sueco (n. 1748).
- 1810: Jean-Georges Noverre, bailarín francés (n. 1727).
- 1813: Józef Antoni Poniatowski, líder y general polaco (n. 1763).
- 1826: François Joseph Talma, cineasta y actor francés (n. 1763).
- 1832: Julián Sánchez, guerrillero español (n. 1774).
- 1836: Justo Santa María de Oro, religioso argentino (n. 1772).
- 1845: María Tiburcia Rodríguez, patriota argentino (n. 1778).
- 1851: María Teresa de Francia, princesa francesa (n. 1778).
- 1853: Miguel de la Bárcena, juez y gobernador argentino (n. 1778).
- 1853: Agathe de Rambaud, niñera de los Delfines de Francia (n. 1763).
- 1857: Mariano Vejar, militar mexicano (n. 1829).
- 1859: Mariano Quirós, militar español (n. 1791).
- 1860: Ang Duong, rey camboyano entre 1841 y 1860 (n. 1796).
- 1867: James South, astrónomo británico (n. 1785).
- 1871: Severo Catalina del Amo, político y escritor español (n. 1832).
- 1875: Charles Wheatstone, científico e inventor británico (n. 1802).
- 1887: José Rodrigues, pintor portugués (n. 1828).
- 1888: Lysius Salomon, presidente de Haití entre 1879 y 1888 (n. 1815).
- 1889: Luis I, aristócrata portugués, rey entre 1861 y 1889 (n. 1838).
- 1891: Fernando Guzmán Solórzano, militar y político nicaragüense (n. 1812).
- 1892: Camille Rousset, historiador francés (n. 1821).
- 1893: Lucy Stone, activista estadounidense (n. 1818).
- 1894: James Darmesteter, anticuario, lingüista y escritor francés (n. 1849).
- 1894: Carlos Holguín Mallarino, político colombiano, presidente entre 1888 y 1892 (n. 1832).
- 1897: George Pullman, ingeniero y magnate estadounidense (n. 1831).
- 1905: Nicolas-Jean Boulay, biólogo y arqueólogo francés (n. 1837).
- 1905: Virgil Earp, marshall estadounidense (n. 1843).
- 1908: Marcel Georges Charles Petitmengin, botánico estadounidense (n. 1881).
- 1909: Cesare Lombroso, médico y criminólogo italiano (n. 1835).
- 1912: Julius Maggi, empresario suizo (n. 1846).
- 1914: Robert Hugh Benson, sacerdote británico (n. 1871).
- 1914: Julio Argentino Roca, militar argentino, presidente en dos oportunidades (n. 1843).
- 1915: Christian Wilhelm Allers, pintor alemán (n. 1857).
- 1915: Benito Gómez Farías, político mexicano (n. 1828).
- 1915: Juana Catalina Romero, aristócrata mexicana (n. 1837).
- 1916: Ioannis Phrangoudis, general griego (n. 1863).
- 1918: José Alvalade, empresario portugués, fundador del club de fútbol Sporting de Lisboa (n. 1885).
- 1918: Harold Lockwood, actor estadounidense (n. 1887).
- 1918: Humberto de Saboya-Aosta, aristócrata y militar italiano (n. 1889).
- 1920: John Reed, periodista y dirigente obrero estadounidense (n. 1887).
- 1924: Soledad Román de Núñez, esposa del presidente colombiano Rafael Núñez (n. 1835).
- 1926: Victor Babeș, médico y biólogo rumano (n. 1854).
- 1929: Antonio Bermejo, abogado y jurista argentino (n. 1853).
- 1932: Arthur Friedheim, pianista, director de orquesta y compositor ruso (n. 1859).
- 1934: Alexander von Kluck, militar alemán (n. 1846).
- 1935: Oda Krohg, pintora noruega (n. 1860).
- 1935: John Montagu, aristócrata británico (n. 1864).
- 1936: Lu Xun, escritor chino (n. 1881).
- 1937: Pedro Chutró, cirujano argentino (n. 1880).

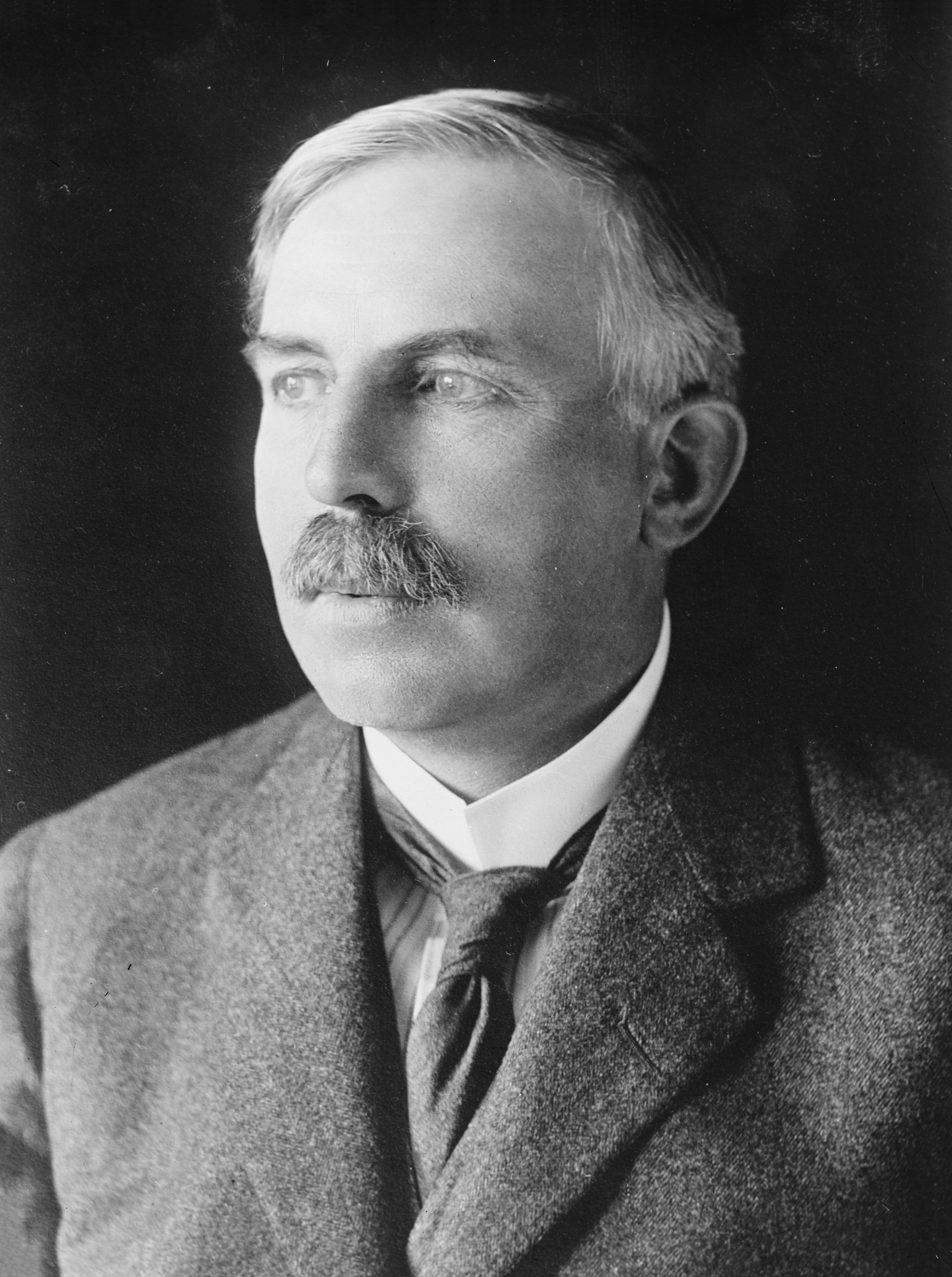
Ernest Rutherford.

- 1937: Ernest Rutherford, físico y químico británico, premio nobel de química en 1908 (n. 1871).
- 1939: Celestí Boada, político catalán (n. 1902).
- 1939: Aquiles Cuadra, abogado español (n. 1896).
- 1940: Umberto Caligaris, futbolista y entrenador italiano (n. 1901).
- 1940: Carl Grossberg, pintor alemán (n. 1894).
- 1943: André Antoine, director francés de teatro (n. 1858).
- 1943: Camille Claudel, escultora francesa (n. 1864).
- 1945: Walter Cannon, fisiólogo estadounidense (n. 1871).
- 1945: Plutarco Elías Calles, político mexicano, presidente entre 1924 y 1928 (n. 1877).
- 1947: Manuel D. Benavides, periodista y político español (n. 1895).
- 1950: Edna St. Vincent Millay, poeta estadounidense (n. 1892).
- 1953: Tobías Bolaños Palma, aviador costarricense (n. 1892).
- 1955: Francisco de las Barras de Aragón, botánico y antropólogo español (n. 1869).
- 1955: Eugène Joseph Delporte, astrónomo belga (n. 1882).
- 1955: Carlos Dávila Espinoza, abogado y político chileno (n. 1887).
- 1956: Isham Jones, músico de swing estadounidense (n. 1894).
- 1957: Vere Gordon Childe, arqueólogo australiano (n. 1892).
- 1958: Eduardo Arias Suárez, escritor y periodista colombiano (n. 1897).
- 1958: Samuel Lillo, escritor y periodista chileno (n. 1870).
- 1959: Juan García Suárez "El Corredera", opositor franquista.
- 1961: Werner Wilhelm Jaeger, filólogo alemán (n. 1888).
- 1962: José Aguerre, escritor y político español (n. 1889).
- 1964: Serguéi Biriuzov, militar soviético (n. 1904).
- 1964: James P. Mitchell, político estadounidense (n. 1900).
- 1964: Ebbe Schwartz, dirigente deportivo danés (n. 1901).

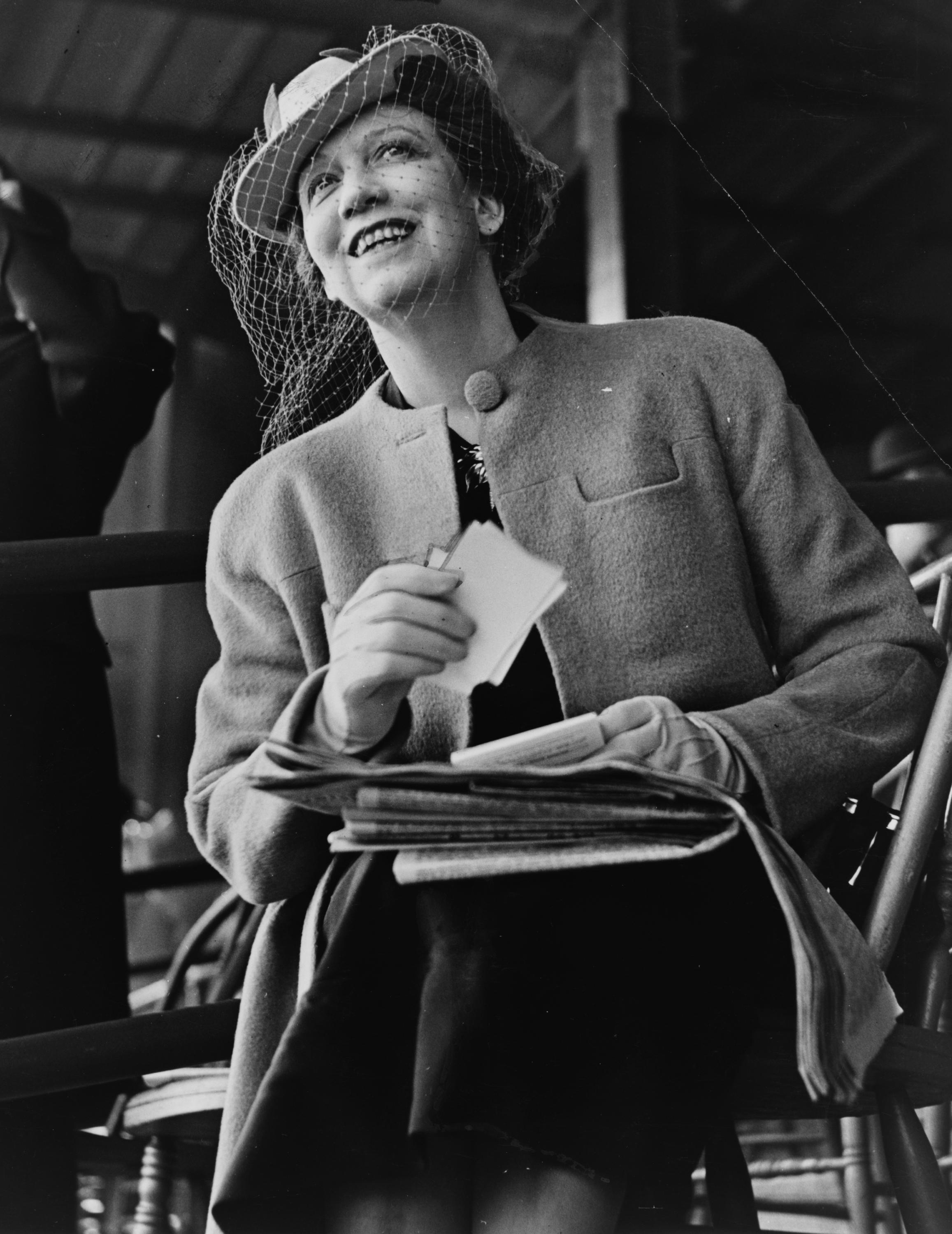
Elizabeth Arden.

- 1966: Elizabeth Arden, empresaria canadiense (n. 1884).
- 1967: Ángel María Garibay, sacerdote católico, filólogo e historiador mexicano (n. 1892).
- 1969: Pedro Groppo, político argentino (n. 1886).
- 1969: Lacey Hearn, atleta estadounidense (n. 1881).
- 1970: José Álvarez Fernández, misionero peruano (n. 1890).
- 1970: Lázaro Cárdenas del Río, militar y político mexicano, presidente entre 1934 y 1940 (n. 1895).
- 1971: Betty Bronson, actriz estadounidense (n. 1906).
- 1971: César Girón, torero venezolano (n. 1933).
- 1973: Luis Garrido Díaz, filósofo mexicano (n. 1898).
- 1974: Catrano Catrani, cineasta argentino (n. 1910).
- 1975: Cátulo Castillo, compositor y poeta de tango argentino (n. 1906).
- 1976: Mario Abel Amaya, político chileno (n. 1935).
- 1978: Ramón Mercader, militar y político español (n. 1913).
- 1978: Jean Prouvost, empresario francés (n. 1885).

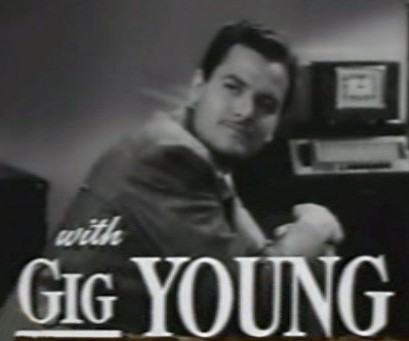
Gig Young.

- 1978: Gig Young, actor estadounidense (n. 1913).
- 1979: Tamara Garina, actriz ruso-mexicana (n. 1901).
- 1981: Nils Asther, actor sueco (n. 1897).
- 1983: Maurice Bishop, político de la isla de Granada (n. 1944).
- 1984: Jerzy Popiełuszko, sacerdote polaco (n. 1947).
- 1986: Samora Machel, político mozambicano, presidente entre 1975 y 1986 (n. 1933).
- 1987: Hermann Lang, piloto de carreras alemán (n. 1909).
- 1987: Jacqueline du Pré, violonchelista clásica británica (n. 1945).
- 1988: Alejandro Blasco, historietista español (n. 1928).
- 1988: Son House, cantante y guitarrista de blues estadounidense (n. 1902).
- 1990: Félix Pita Rodríguez, escritor y periodista cubano (n. 1909).
- 1993: Ernesto Feria Jaldón, médico y escritor español (n. 1922).

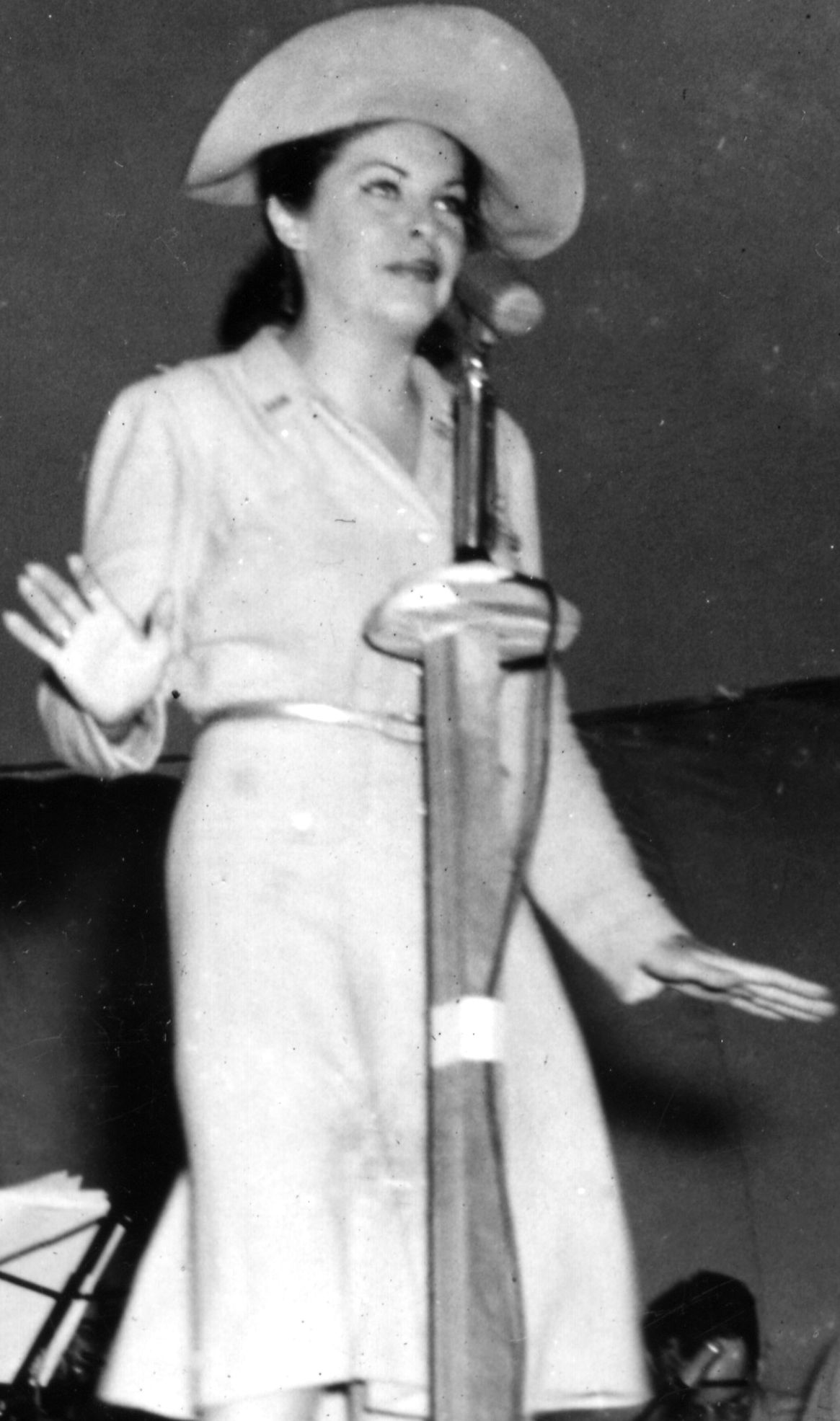
Martha Raye.

- 1994: Martha Raye, actriz estadounidense (n. 1916).
- 1995: Don Cherry, trompetista estadounidense de jazz (n. 1936).
- 1996: Jacobus Landwehr, botánico neerlandés (n. 1911).
- 1996: Manuel Mendizábal, científico y político español (n. 1905).
- 1997: Glen Buxton, guitarrista estadounidense de rock (n. 1947).
- 1997: Francisco Guerrero Marín, compositor español (n. 1951).
- 1997: Pilar Miró, periodista y cineasta española (n. 1940).
- 1997: Stella Sierra, poetisa y escritora panameña (n. 1917).
- 1998: Jonathan Postel, ingeniero estadounidense, uno de los inventores de la red Internet (n. 1943).

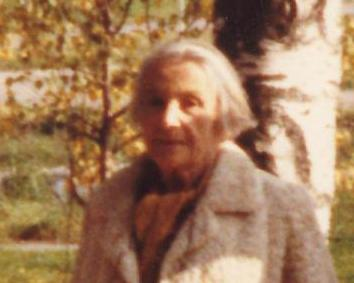
Nathalie Sarraute.

- 1999: Nathalie Sarraute, novelista francesa (n. 1900).
- 2000: Kati Horna, fotógrafa mexicana nacida en Hungría (n. 1941).
- 2000: Karl Stein, matemático alemán (n. 1913).
- 2001: Digna Ochoa, defensora de derechos humanos y abogada mexicana (n. 1964).
- 2002: Manuel Álvarez Bravo, fotógrafo mexicano (n. 1902).
- 2002: Sebastián Martín-Retortillo, catedrático y político español (n. 1931).
- 2003: Alija Izetbegović, político, activista, abogado, escritor y filósofo bosnio (n. 1925).
- 2003: Michael Hegstrand, luchador estadounidense de la WWF (n. 1960).
- 2003: Nello Pagani, piloto de motociclismo y automovilismo italiano (n. 1911).
- 2004: Kenneth Iverson, matemático estadounidense (n. 1920).
- 2005: Eduardo Haro Tecglen, escritor y periodista español (n. 1924).
- 2005: David Ronald Marshall, escritor británico (n. 1916).
- 2005: Luis Adolfo Siles Salinas, político y presidente boliviano (n. 1925).
- 2007: Jan Wolkers, escritor neerlandés (n. 1925).[7]
- 2008: Gianni Raimondi, tenor italiano (n. 1923).
- 2009: Joseph Wiseman, actor canadiense (n. 1918).
- 2010: Tom Bosley, actor estadounidense (n. 1927).
- 2010: André Mahé, ciclista francés (n. 1919).
- 2011: Nena Jiménez, humorista colombiana (n. 1929).
- 2011: Edison Chará, futbolista colombiano (n. 1980).
- 2011: Alfonso Cisneros Cox, poeta peruano (n. 1953).[8]
- 2012: Bartolomé Escandell, escritor español (n. 1924).
- 2012: Mike Graham, luchador estadounidense (n. 1951).
- 2012: Esther Granados, cantante peruana (n. 1926).
- 2012: Wissam al-Hassan, general libanés (n. 1965).
- 2012: Fiorenzo Magni, ciclista italiano (n. 1920).
- 2012: Manuel António Pina, escritor y periodista portugués (n. 1943).
- 2014: Alejandro Escudero, actor argentino de cine, teatro y televisión (n. 1956).
- 2015: Ali Treki, diplomático libio (n. 1938).
- 2016: Carmen Jiménez, escultora española (n. 1920).
- 2017: Umberto Lenzi, director de cine italiano (n. 1931).
- 2018: Osamu Shimomura, químico orgánico y biólogo marino japonés, premio nobel de química de 2008 (n. 1928).
- 2020: Spencer Davis, músico y multinstrumentista británico de rock (n. 1939).
- 2020: Tony Lewis, cantante y guitarrista británico de pop rock (n. 1957).
- 2021: Leslie Bricusse, compositor, músico, dramaturgo, letrista, guionista, poeta y libretista británico (n. 1931).
- 2022: Francisco Capel, baloncestista español (n. 1933).
- 2022: Ibrahim Zukanović, futbolista y entrenador bosnio (n. 1957).

## Celebraciones
- Día Mundial contra el Cáncer de Mama.[9]Un día para informar y generar conciencia sobre los beneficios del diagnóstico temprano de esta enfermedad. Día impulsado y creado por la Organización de las Naciones Unidas (ONU).[10]

 Por países
(Por orden alfabético)
- Argentina:
  - Día del Carnicero Argentino.[11]
    -  Misiones: 
      - Día Provincial del Guardaparque.[12]Fecha en la que se recuerda el fallecimiento de Horacio Foerster, ocurrido el 19 de octubre de 1993 en aguas del Moconá, mientras cumplía tareas de servicio. Cabe recordar que el Día Nacional del Guardaparques se celebra el 9 de octubre en Argentina, como recordatorio de la fecha de 1934 en que se sancionó la Ley 12.103, primera Ley de Parques Nacionales.

- Niue:
  - Día de la Constitución, en honor a la independencia del país (autogobierno en libre asociación con Nueva Zelanda) en 1974.

### Santoral católico
- San Antonio Daniel.[13]
- San Aquilino de Evreux.
- San Asterio de Ostia.
- San Canuto de Dinamarca.
- San Carlos Garnier.
- San Etbino de Bretaña.
- San Felipe Howard.
- Santa Frideswida de Oxford.

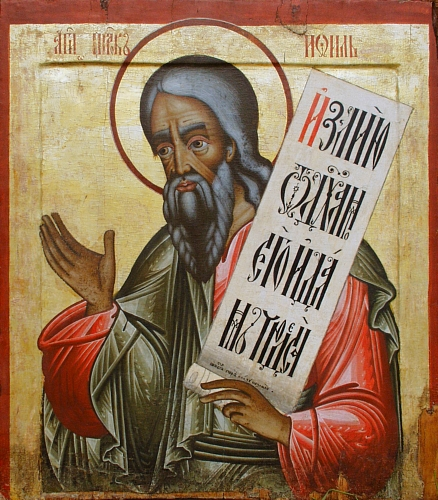
El profeta Joel, icono ruso del.

- San Gabriel Lalemant y compañeros.
- San Grato de Oloron.
- San Isaac Jogues.
- San Joel (profeta) (imagen ilustrativa).
- San Juan de Brébeuf y compañeros.
- Santa Laura de Córdoba.
- San Nadal Chabanel.
- San Pablo de la Cruz.
- San Pedro de Alcántara.
- San Varo de Egipto.
- San Verano de Cavaillon.
- Beata Inés de Jesús Galand.
- Beato Tomás Hélye.

 Celebraciones 
- Día Internacional de las Catedrales. Para rendir un tributo a estos templos catedralicios, dada su importancia social y religiosa en la humanidad. No se ha determinado con exactitud el origen de la creación de este día internacional, el cual tiene como finalidad resaltar la arquitectura, el arte y el impacto de la acción social de las iglesias principales de la diócesis.

 Por países
(Por orden alfabético)
- Albania:
  - Día de la Madre Teresa. En recordación de que en el año 2003 la monja albanesa Teresa de Calcuta, Premio Nobel de la Paz, fue beatificada por el Papa Juan Pablo II durante una multitudinaria ceremonia en la plaza de San Pedro en la Ciudad del Vaticano.